# Ciclone Billy (2008)
O ciclone tropical severo Billy (designação do JTWC: 05S; conhecido simplesmente como ciclone Billy) foi um intenso ciclone tropical que atuou a noroeste da Austrália em meados de dezembro de 2008. Sendo o terceiro ciclone tropical, o segundo sistema tropical dotado de nome e o primeiro ciclone tropical severo da temporada de ciclones na região da Austrália de 2008-09, Billy formou-se de uma área de perturbações meteorológicas em 15 de dezembro, a oeste de Darwin, Austrália. Seguindo lentamente para sul e adentrando o golfo de Joseph Bonaparte, o sistema continuou a se organizar rapidamente, e o Centro de Aviso de Ciclone Tropical (CACT) de Darwin o classificou para uma baixa tropical em 17 de dezembro. Com condições meteorológicas bastante favoráveis, o sistema continuou a se organizar e a se intensificar, e o CACT de Darwin o classificou para um ciclone tropical pleno no dia seguinte, atribuindo-lhe o nome Billy. O ciclone continuou a se intensificar até atingir a costa australiana em 20 de dezembro, na região de Kimberley, no estado do Austrália Ocidental, com ventos máximos sustentados de 75 km/h, segundo o Joint Typhoon Warning Center (JTWC). Sobre terra, Billy se enfraqueceu rapidamente e se enfraqueceu para uma baixa tropical. O sistema cruzou a região por cerca de dois dias antes de voltar a seguir sobre o mar em 22 de dezembro, quando voltou a se intensificar. O CACT de Perth voltou a classificar Billy para um ciclone tropical pleno ainda naquele dia. Billy começou a se intensificar rapidamente a partir de 24 de dezembro, assim que se afastava da costa australiana, alcançando o seu pico de intensidade ainda naquela tarde, com ventos máximos sustentados de 195 km/h, segundo o JTWC, ou 175 km/h, segundo o CACT de Perth.
A partir de então, Billy começou a ser abatido por cisalhamento do vento e por temperaturas da superfície do mar menores, e começou a se enfraquecer continuamente. Já totalmente desorganizado, Billy foi desclassificado para uma baixa tropical remanescente em 27 de dezembro. Com isso, tanto o CACT de Perth quanto o JTWC emitiram seus avisos finais sobre o sistema ainda naquele dia.
Billy não provocou danos sérios na Austrália por ter atingindo uma região com baixa densidade populacional. Apenas comunidades indígenas foram grandemente afetadas pelo ciclone, principalmente devido às chuvas torrenciais associadas, que deixou pelo menos duas comunidades indígenas isoladas.

## História meteorológica

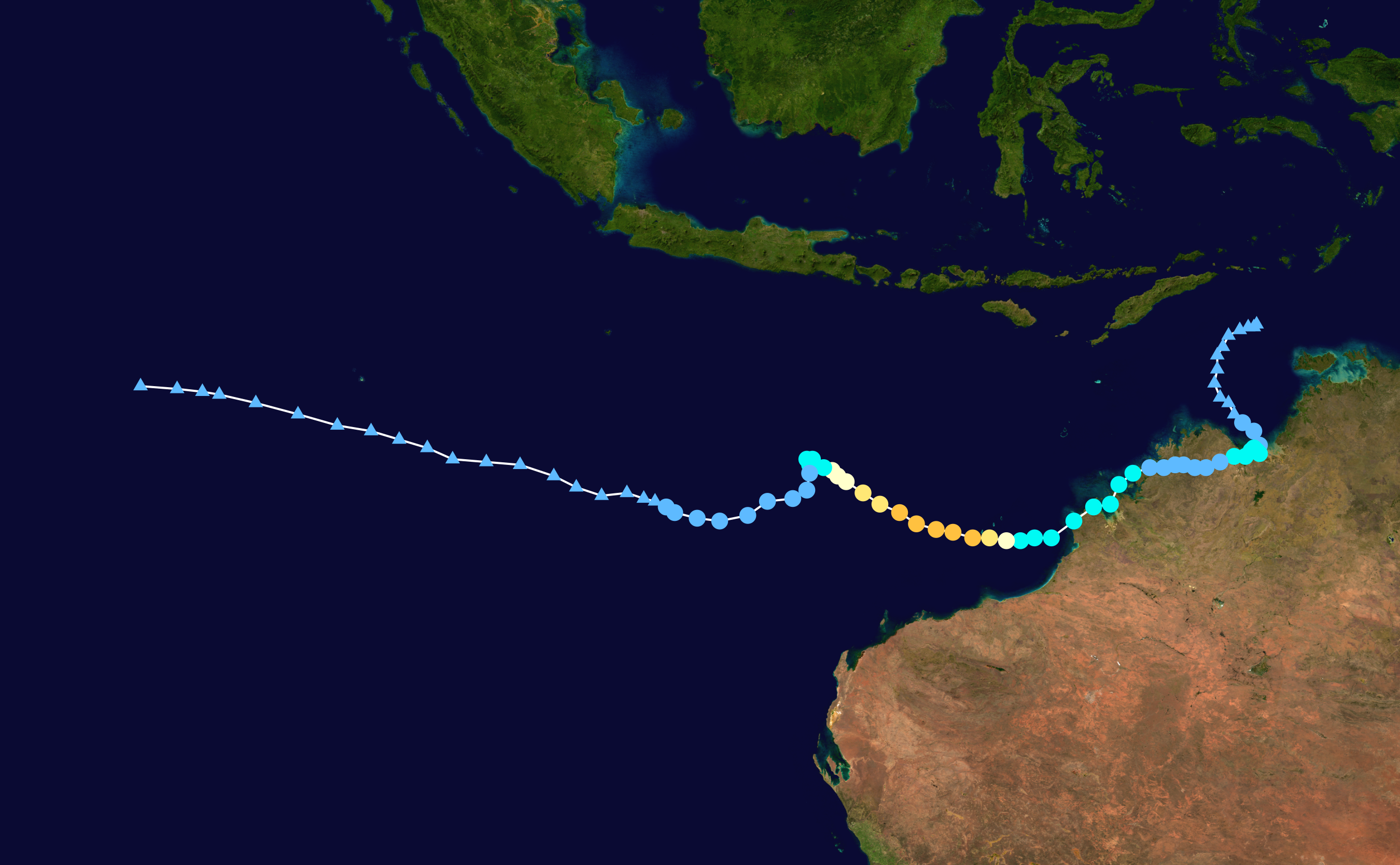
O caminho de Billy

Uma área de perturbações meteorológicas que persistia a leste da região conhecida como "Top End", localizada no extremo norte do estado australiano do Território do Norte, começou a mostrar sinais de organização em 16 de dezembro. Inicialmente, o sistema apresentava apenas uma fraca circulação ciclônica de baixos níveis e poucas áreas de convecção profunda associadas. Porém, a perturbação estava localizada numa região com condições meteorológicas bastante favoráveis, como o baixo cisalhamento do vento e águas quentes oceânicas. Com isso, o sistema começou a ficar mais proeminente e o Centro de Aviso de Ciclone Tropical (CACT) de Darwin, Austrália, o classificou para uma baixa tropical no dia seguinte, classificação equivalente a uma depressão tropical. Seguindo lentamente para sul e adentrando o golfo de Joseph Bonaparte, a perturbação continuou a se consolidar, mesmo com o seu centro ciclônico de baixos níveis já bastante próximo da costa. Com isso, o Joint Typhoon Warning Center (JTWC) emitiu um Aviso de Formação de Ciclone Tropical (AFCT) sobre o sistema durante a manhã (UTC) de 18 de dezembro, que significava que a perturbação poderia se tornar um ciclone tropical significativo dentro de um período de 12 a 24 horas. Com a contínua organização do sistema, o CACT de Darwin o classificou para um ciclone tropical pleno, atribuindo-lhe o nome "Billy". O lento movimento de deslocamento de Billy permitiu ao ciclone a continuar a se intensificar, mesmo estando bastante próximo da costa australiana. Bons fluxos de saída ajudavam na intensificação do sistema. Com isso, o JTWC classificou o sistema para um ciclone tropical significativo ainda naquela tarde.

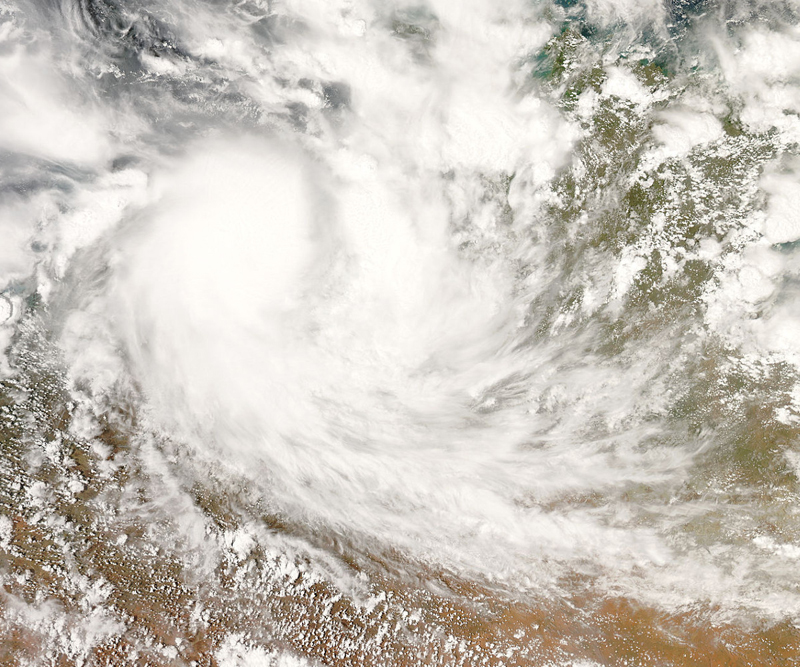
O ciclone Billy sobre o golfo de Joseph Bonaparte, noroeste da Austrália, em 19 de dezembro

Billy continuou a se intensificar rapidamente durante o restante daquele dia. O ciclone começou a seguir lentamente para sudeste, o que ajudou o sistema a se intensificar já que a trajetória adiava o contanto de seu centro ciclônico de baixos níveis com a costa, o que prejudicaria a sua organização. A tendência de rápida intensificação continuou em 19 de dezembro, e naquela manhã (UTC), o CACT de Darwin classificou Billy para um ciclone de categoria 2 na escala australiana. A partir de então, Billy começou a seguir para sul, e para oeste-sudoeste mais tarde naquele dia. Billy fez landfall por volta das 22:30 (UTC) de 19 de dezembro, na costa da região de Kimberley, perto da cidade de Wyndham, com ventos máximos sustentados de 75 km/h, segundo o JTWC. A partir de então, Billy começou a se enfraquecer rapidamente assim que se interagia com terra. Com isso, o CACT de Darwin desclassificou o ciclone para um sistema com intensidade equivalente à categoria 1 na escala australiana durante as primeiras horas da madrugada (UTC) de 20 de dezembro. Seguindo para oeste-sudoeste, sobre a região de Kimberley, no estado da Austrália Ocidental, Billy continuou a se enfraquecer rapidamente assim que perdia boa parte de suas áreas de convecção profunda. Com isso, o CACT de Darwin desclassificou o ciclone para uma baixa tropical ainda naquela manhã. No entanto, o sistema remanescente de Billy manteve-se organizado estruturalmente, mesmo sobre terra, e manteve ventos máximos sustentados de 45 km/h assim que seguia para oeste-sudoeste sob a influência de uma alta subtropical sobre a Austrália. Sobre a região de Kimberley, o sistema deixou a área de responsabilidade do CACT de Darwin para adentrar na área de responsabilidade do CACT de Perth.

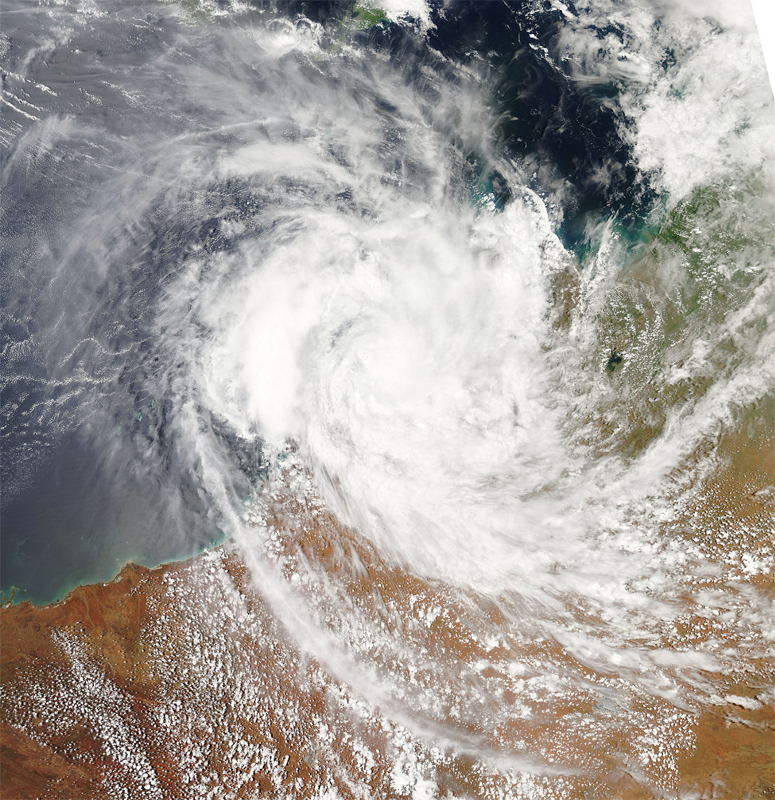
O ciclone Billy em 22 de dezembro, após cruzar a região de Kimberley, Austrália Ocidental

Após cerca de 48 horas sobre terra, o sistema alcançou o Oceano Índico durante as primeiras horas (UTC) de 22 de dezembro. Sob condições meteorológicas muito favoráveis, como as águas muito quentes da costa da região de Pilbara, Austrália Ocidental, baixo cisalhamento do vento e excelentes fluxos de saída providos por um anticiclone de mesoescala de altos níveis, Billy voltou a se intensificar rapidamente. Com isso, o CACT de Perth voltou a classificar o sistema para um ciclone tropical pleno ainda durante aquela madrugada (UTC). Inicialmente, Billy não foi capaz de se intensificar rapidamente, pois seguia para sudoeste, paralelo à costa australiana. Porém, a partir da tarde (UTC) de 23 de dezembro, Billy começou a seguir mais para oeste assim que a alta subtropical ao seu sul continuou a se intensificar. Isto permitiu o afastamento do centro ciclônico de baixos níveis do sistema, o que resultou no início da intensificação do ciclone. Com isso, o CACT de Perth classificou Billy para a um ciclone de categoria 2 na escala australiana ainda naquela noite (UTC). A partir da madrugada de 24 de dezembro, Billy começou a sofrer um período de rápida intensificação, refletindo as condições meteorológicas bastante favoráveis, principalmente os excelentes fluxos de saída de altos níveis.
Ainda naquela madrugada, um olho "buraco de alfinete" começou a se formar no centro das áreas de convecção profunda associadas ao ciclone, indicando contínua e rápida intensificação. Naquele momento, o CACT de Perth classificou Billy para um ciclone de categoria 3 na escala australiana, o que também classificava o sistema para um ciclone tropical severo. A tendência de rápida intensificação continuou e o CACT de Perth classificou Billy para um ciclone de categoria 4 na escala australiana ainda naquela manhã. Mais tarde naquele dia, Billy atingiu seu pico de intensidade, com ventos máximos sustentados de 195 km/h, segundo o JTWC, ou 175 km/h, segundo o CACT de Perth.

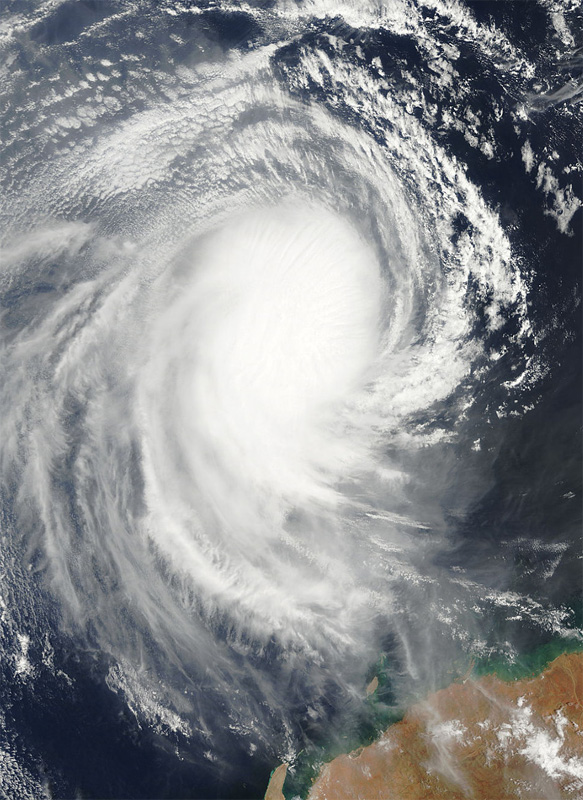
O ciclone Billy em 26 de dezembro

O ciclone manteve o seu pico de intensidade por cerca de 12 horas antes de começar a se desorganizar. Seu olho começou a se encher de nuvens, indicando que Billy tinha começado a se enfraquecer assim que o ciclone começou a seguir para oeste-noroeste, quando uma segunda alta subtropical formou-se a sudoeste do sistema. Billy continuou a se enfraquecer lentamente em 25 de dezembro devido aos efeitos do aumento do cisalhamento do vento causado pela aproximação de um cavado de onda curta, e pela diminuição da temperatura da superfície do mar. Com isso, o CACT de Perth desclassificou o ciclone para a categoria 3 na escala australiana ainda naquela tarde. A tendência de enfraquecimento de Billy continuou em 26 de dezembro, e o CACT de Perth desclassificou novamente o ciclone, agora para a categoria 2 na escala australiana. O cisalhamento do vento aumentou em 27 de dezembro, e juntamente com menores temperaturas da superfície do mar, causou o aumento da tendência de enfraquecimento de Billy, que foi desclassificado para um ciclone de categoria 1 ainda naquele dia. Devido ao forte cisalhamento do vento, praticamente todas as áreas de convecção profunda associadas ao ciclone se dissiparam, acentuando ainda mais a tendência de enfraquecimento de Billy. Com isso, o JTWC emitiu seu aviso final sobre o sistema durante aquela noite. O CACT de Perth ainda manteve Billy como um ciclone tropical pleno até o meio-dia (UTC) de 28 de dezembro, quando Billy foi desclassificado para uma baixa tropical remanescente e o CACT de Perth também emitiu seu aviso final sobre o sistema. A área de baixa pressão remanescente de Billy continuou a seguir lentamente para oeste, deixando a área de responsabilidade do CACT de Perth dias depois. Já dentro da área de responsabilidade do Centro Meteorológico Regional Especializado de Reunião, o sistema teve um papel fundamental na formação da tempestade tropical severa Dongo.

## Preparativos e impactos
Billy não provocou grandes impactos na Austrália quando cruzou a região de Kimberley, na Austrália Ocidental, entre 20 e 22 de dezembro; a região de Kimberley não é populacionalmente densa. Apenas comunidades indígenas foram grandemente afetadas, principalmente pelas chuvas torrenciais associadas ao ciclone. As comunidades indígenas de Kalumburu e Oombulgurri foram severamente inundadas; as comunidades ficaram totalmente isoladas depois que as estradas de acesso às comunidades foram inundadas ou danificadas pelas enxurradas. As pistas de pouso das comunidades também ficaram inundadas, impedindo o acesso aéreo. Em outras localidades da região, principalmente na cidade de Wyndham, nenhum dano foi relatado em associação aos efeitos de Billy na região.